# David Květoň
David Květoň (ur. 3 stycznia 1988 w Nowym Jiczynie) – czeski hokeista, reprezentant Czech.

## Kariera
- HK Nový Jičín U18 (2001-2002)
- VHK Vsetín U18 (2003-2004)
- VHK Vsetín U20 (2004-2006)
- VHK Vsetín (2002-2006)
  -  HK Nový Jičín (2004-2006)
  -  HC Poruba (2006)
- Gatineau Olympiques (2006-2007)
- HC Oceláři Trzyniec (2007-2013)
  -  KLH Chomutov (2008)
- Kärpät (2013)
- HC Oceláři Trzyniec (2013-2014)
- BK Mladá Boleslav (2014)
- Piráti Chomutov (2014-206)
- HC Vítkovice (2016-2019)
- HC Oceláři Trzyniec (2019)
  -  HC Frýdek-Místek (2019)
- HC Košice (2019-2020)
- HK Nový Jičín (2022-)

Wychowanek klubu HK Nový Jičín. W latach 2007–2013 przez sześć sezonów zawodnik i zawodnik HC Oceláři Trzyniec. Od lipca 2013 zawodnik fińskiego klubu Kärpät. Po pięciu meczach bez gola pod koniec września 2013 odszedł z klubu i w październiku 2013 został ponownie zawodnikiem Trzyńca; na początku grudnia 2013 przedłużył kontrakt o trzy lata. Od maja 2014 był zawodnikiem BK Mladá Boleslav. W październiku 2014 przeszedł do Piráti Chomutov. W maju 2016 przeszedł do HC Vítkovice. Od września 2019 związany próbnym kontraktem z HC Oceláři Trzyniec na okres dwóch miesięcy. W listopadzie 2019 przeszedł do słowackiego HC Košice. W lutym 2022 został zawodnikiem HK Nový Jičín.

## Sukcesy
Reprezentacyjne
- Brązowy medal mistrzostw świata juniorów do lat 18: 2006

Klubowe
- Złoty medal mistrzostw Czech do lat 20: 2005 z VHK Vsetín U20
- Złoty medal mistrzostw Czech: 2011 z Oceláři Trzyniec
- Złoty medal 1. ligi czeskiej: 2015 z Piráti Chomutov

Indywidualne
- Liga czeska do lat 20 - 2004/2005:
  - Pierwsze miejsce w klasyfikacji strzelców w fazie play-off: 6 goli
  - Pierwsze miejsce w klasyfikacji kanadyjskiej w fazie play-off: 11 punktów
- Ekstraliga czeska w hokeju na lodzie (2007/2008):
  - Pierwsze miejsce w klasyfikacji kanadyjskiej wśród juniorów: 15 punktów